# Dos Arroyos (Córdoba)
Dos Arroyos es una localidad argentina ubicada en el Departamento San Javier de la provincia de Córdoba. Se encuentra sobre la Ruta Nacional 20, 2 km al norte de Los Hornillos, de la cual depende administrativamente.
Es una villa turística, desde donde se puede disfrutar aprovecha el entorno serrano y el Dique La Viña.

## Población
Cuenta con 46 habitantes (Indec, 2010), lo que representa un incremento del 43% frente a los 32 habitantes (Indec, 2001) del censo anterior.
| Gráfica de evolución demográfica de Dos Arroyos entre 1991 y 2010 |
|                                                                   |
| Fuente: Censos nacionales del INDEC                               |

- Datos: Q5813691